# São João da Mata (Minas Gerais)
São João da Mata é um município brasileiro do estado de Minas Gerais. Localizado na Mesorregião do Sul e Sudoeste de Minas e na Microrregião de Santa Rita do Sapucaí. Sua população recenseada pelo IBGE em 2022 era de 2 914 habitantes.

## História

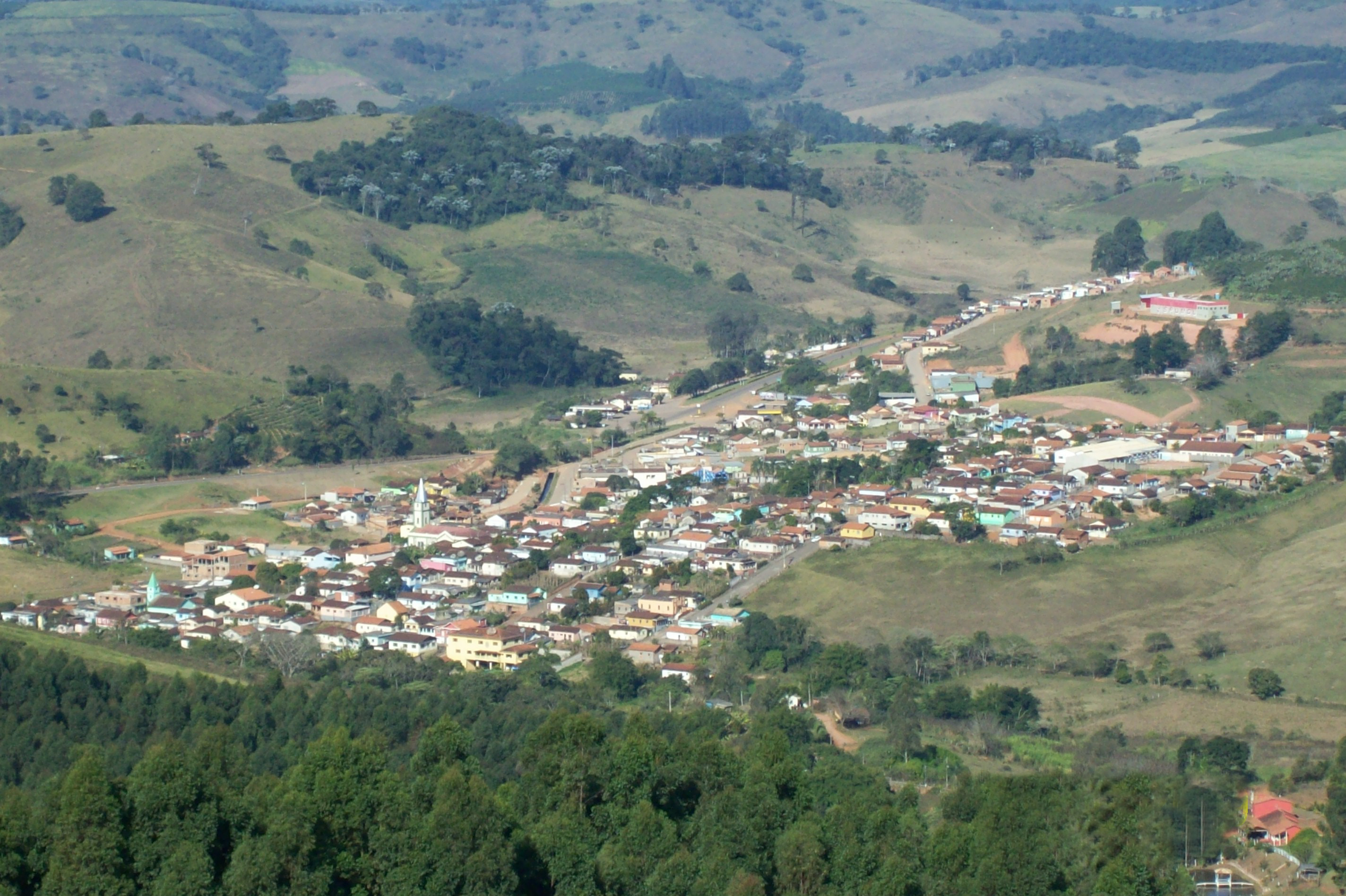
Vista aérea São João da Mata

### Anterior ao século XVIII
O povoado foi, primeiramente, habitado por índios Abatingueras, dizimados pelos cataguases.
Por volta de 1745, Francisco Martins Lustosa, Veríssimo João de Carvalho e outros
desbravadores paulistas desenvolveram atividades mineradoras na região, em que se deu
origem ao núcleo populacional.

### Século XVIII e XIX
Entre os séculos XVIII e XIX, a região da atual São João da Mata não despertou muito
interesse aos nômades que ali passavam, devido às dificuldades de acesso e a mata muito
cerrada não despertava interesses comerciais.

### 1930 a 1950

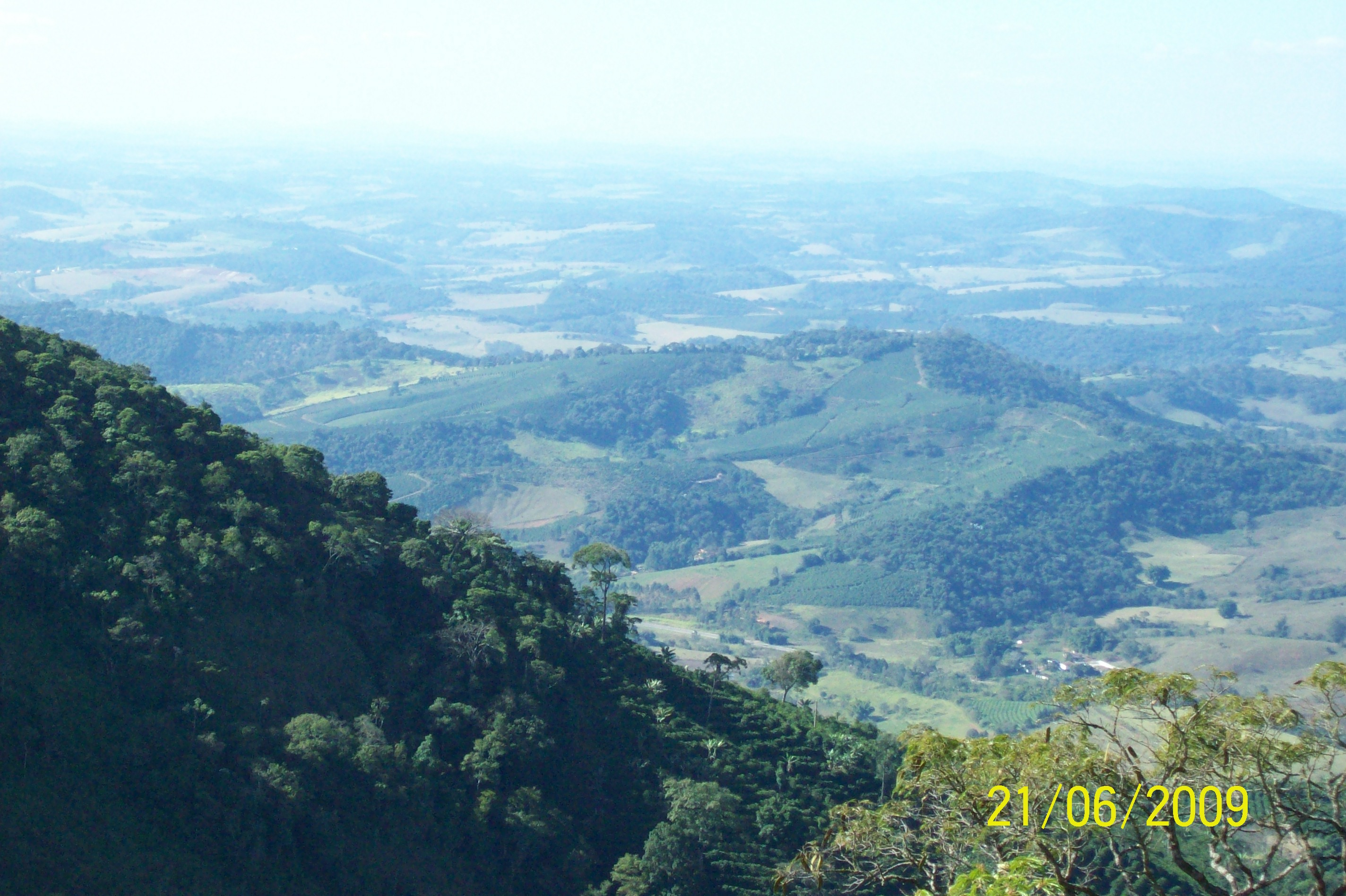
Vista além das fronteiras do município

Poucos anos antes de 1930 teve início a ocupação dos enormes desertos de mata virgem, quando lavradores e criadores
de gado iniciaram as culturas de subsistência atraindo mais pessoas para a localidade, comerciantes se fixam na região
para abastecer os fazendeiros e agricultores com produtos que  os fazendeiros e agricultores não disponibilizavam, a
partir de então São João da Mata era distrito de Silvianópolis. Dentre as pessoas que residiam destacam-se José Joaquim Fagundes, Joaquim Pires de oliveira, Avelino Vieira, João Bueno Fagundes, Jose Patrício e Jose Anastácio, alguns deles residiam primeiramente na zona rural.

### 1960 até o presente

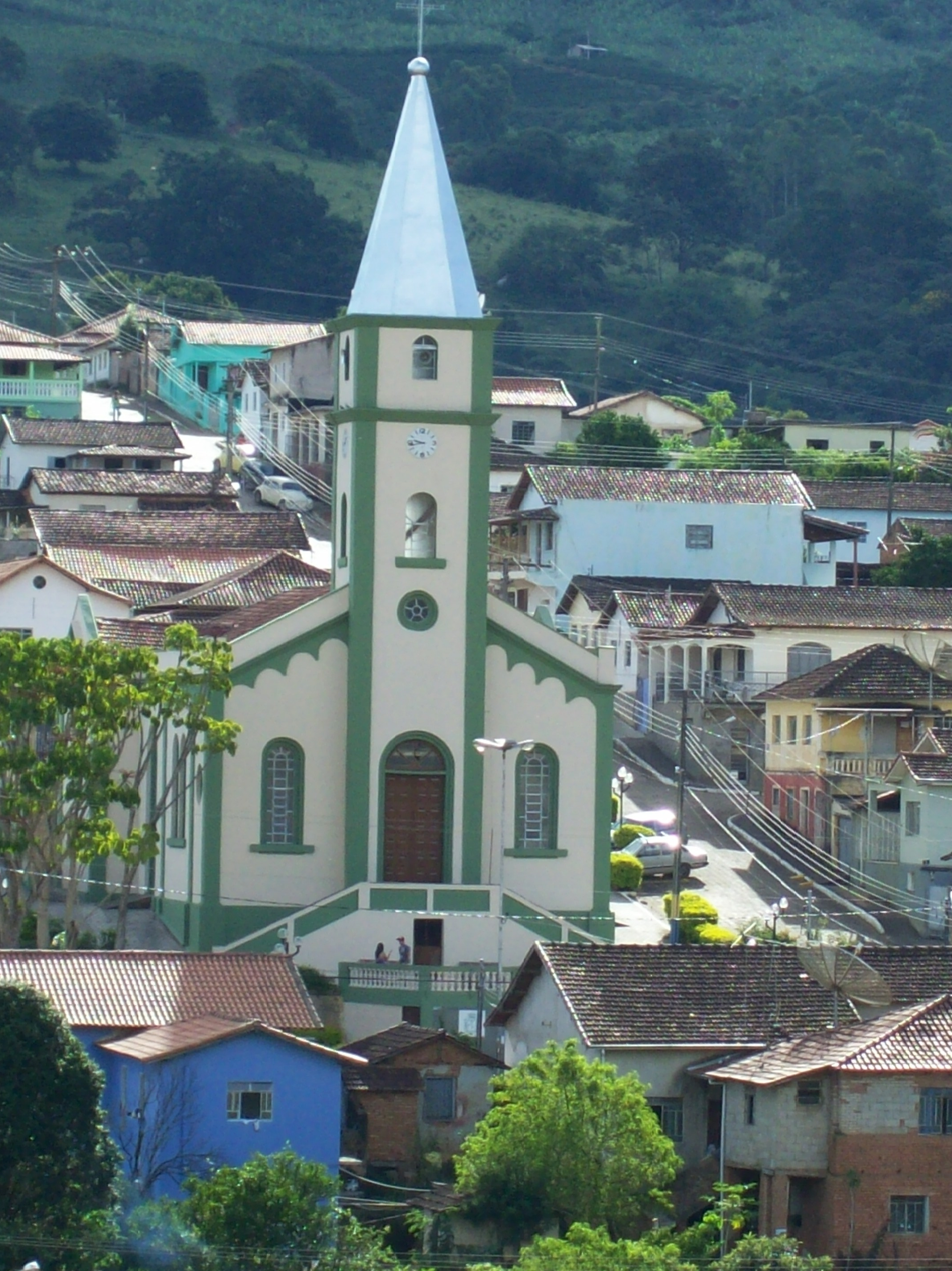
Matriz São João Batista

No final da década de 1950 moradores descontentes começaram articular um movimento para conseguir a emancipação do distrito, sendo presidido pelos moradores João Vieira Reis, Avelino Gonçalves Vieira e Francisco de Paula Moreira, o objetivo na manifestação foi atingido em dezembro de 1962.
No início de 1963 tomava posse o primeiro prefeito da então recém emancipada São João da Mata, Afonso Vilhena Braga, eleito por quatro anos. Aglomeravam –se  na via com nome de Rua do comércio, bazares, lojas, farmácias e bares, atual mente "Maria Jose de Paiva" esposa do ex-prefeito Antonio de Paiva Grillo (gestão 1967-1971).
Na década de 1980 o progresso chegou a região com iniciativa do governo do Estado, com a construção da MG-179, trazendo mais progresso a pequena e pacata cidade de São João da Mata.

## Economia

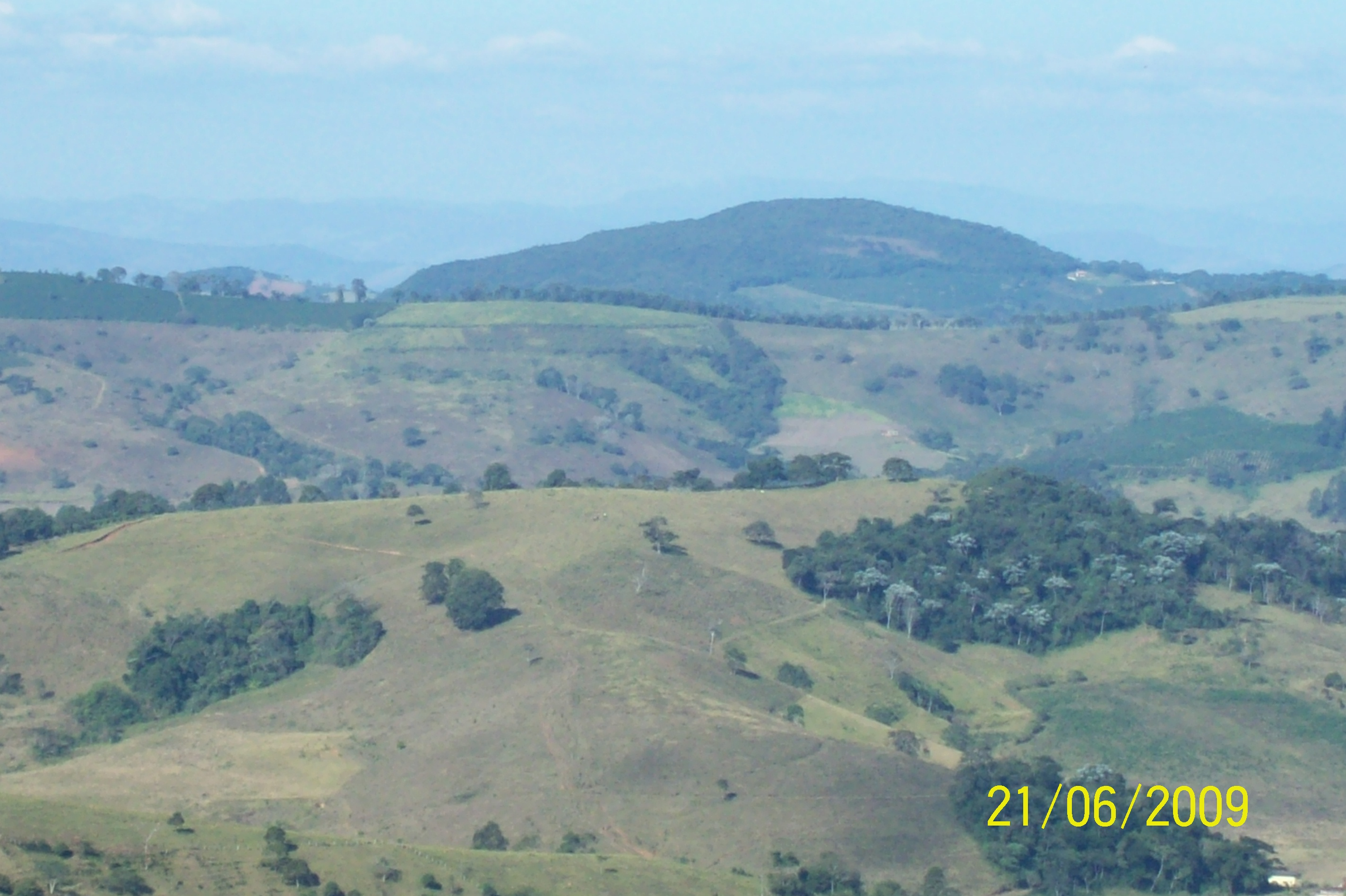
Contemplar a natureza faz bem ao espírito

A economia do município é baseada na agricultura, tendo culturas tais como milho, feijão, arroz, mandioca, batata, tomate, mandioquinha salsa, morango e café, e na agropecuária leiteira e de corte, destacando para o comércio de vestuário, calçados, alimentícios e serviços em geral.

## Turismo

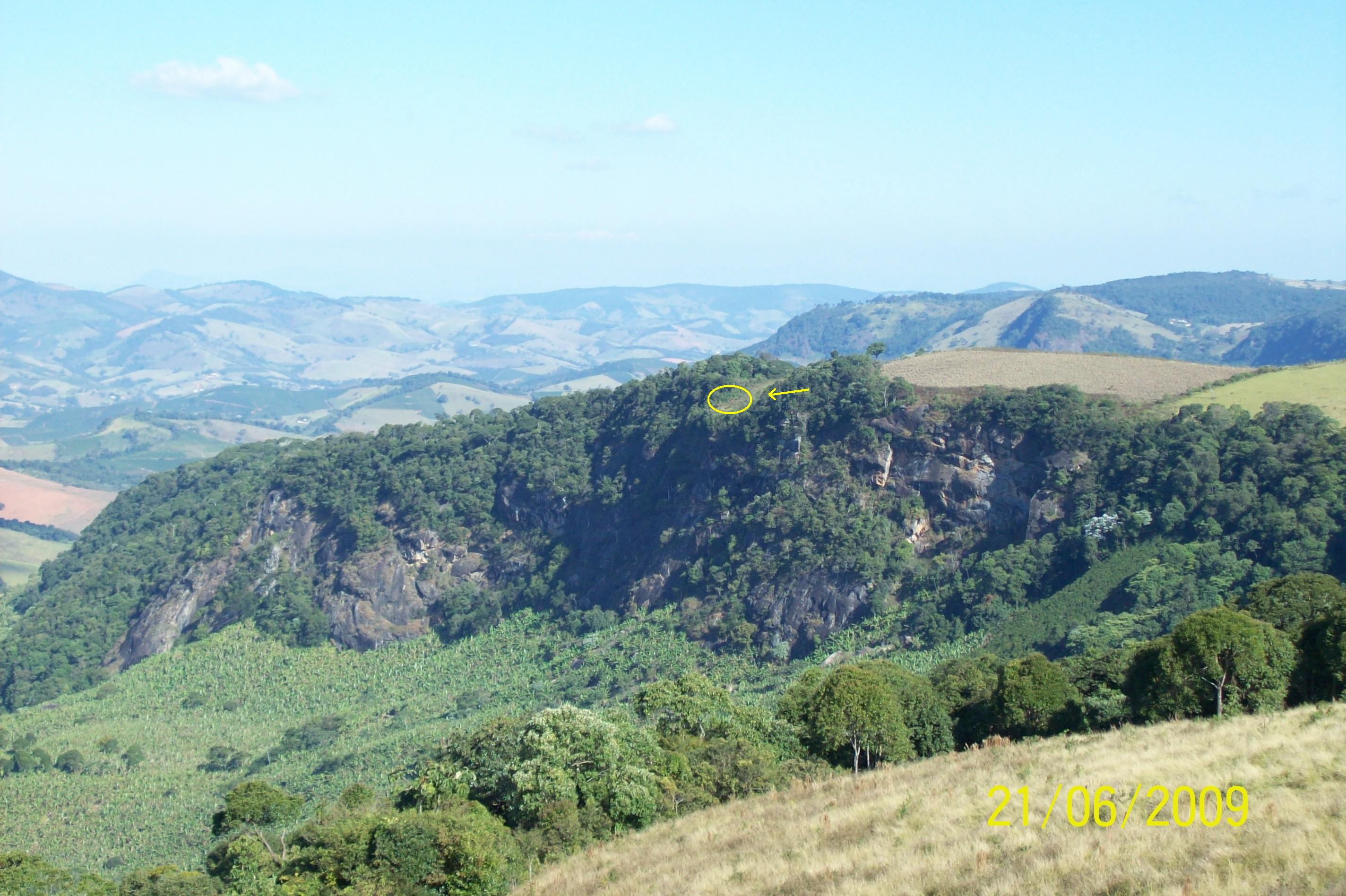
Rampa para saltos e asa delta e paraglider em destaque
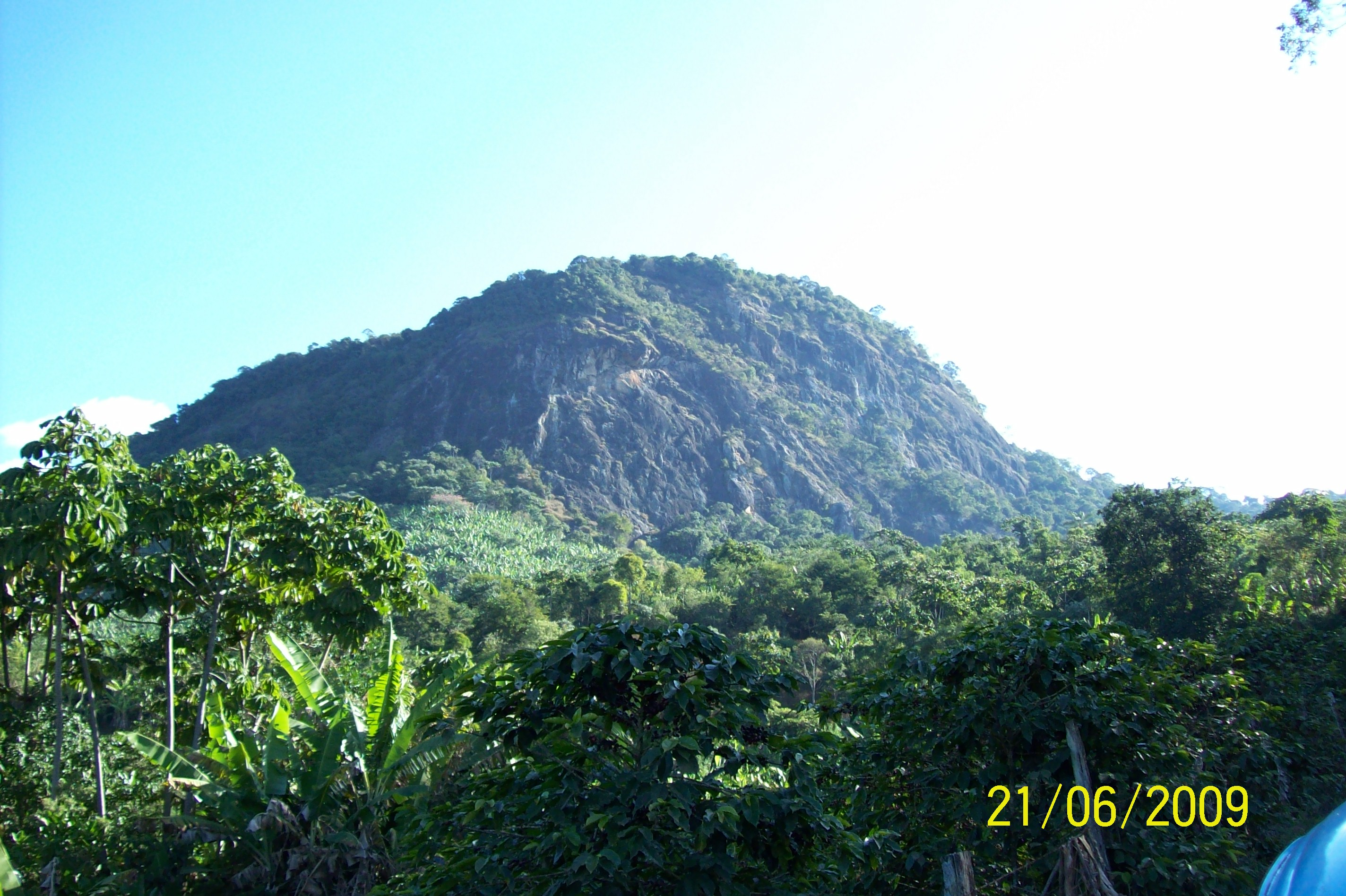
Pico Agudo (1.287 metros acima do nível do mar)
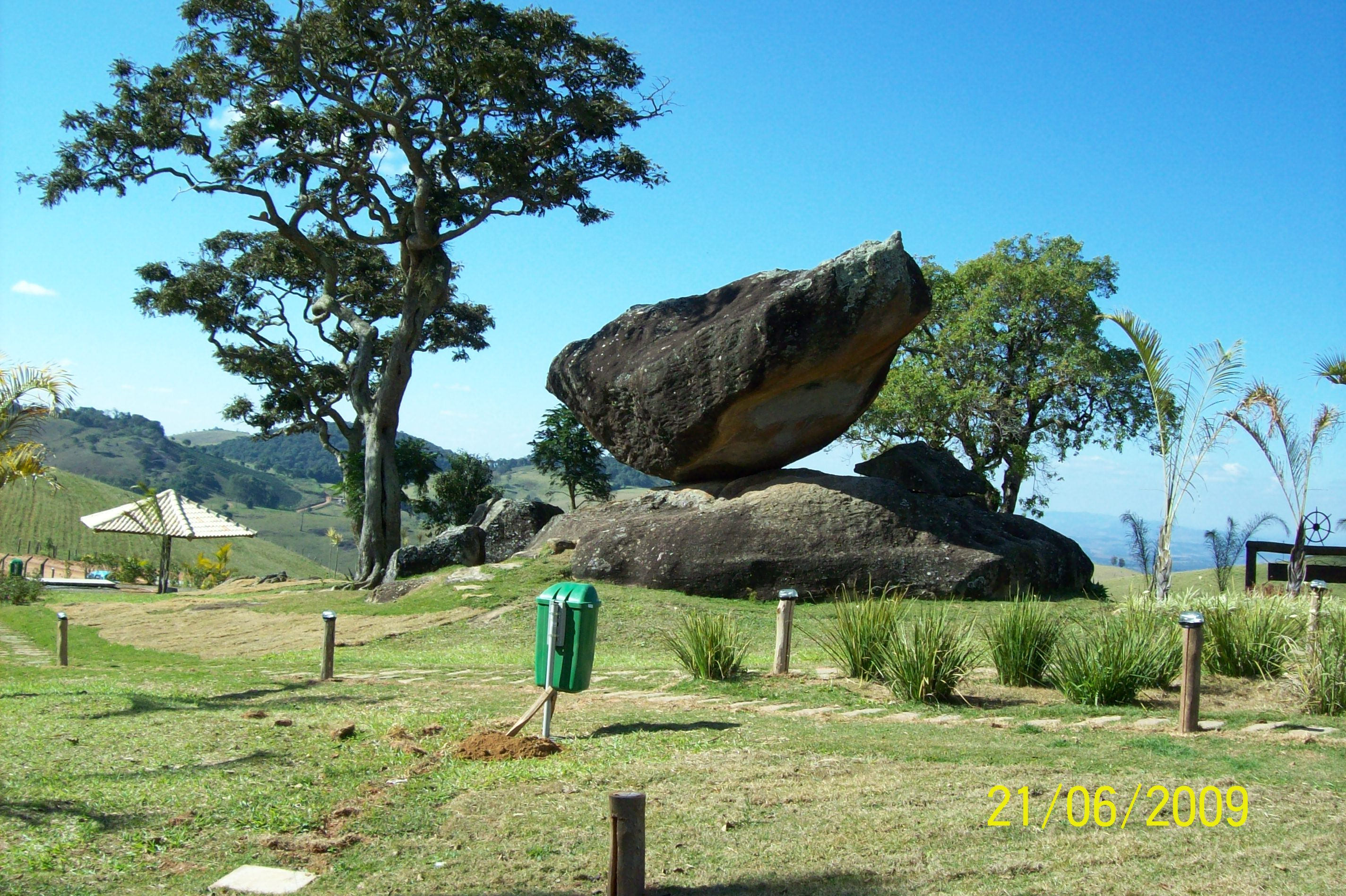
Atrativo natural
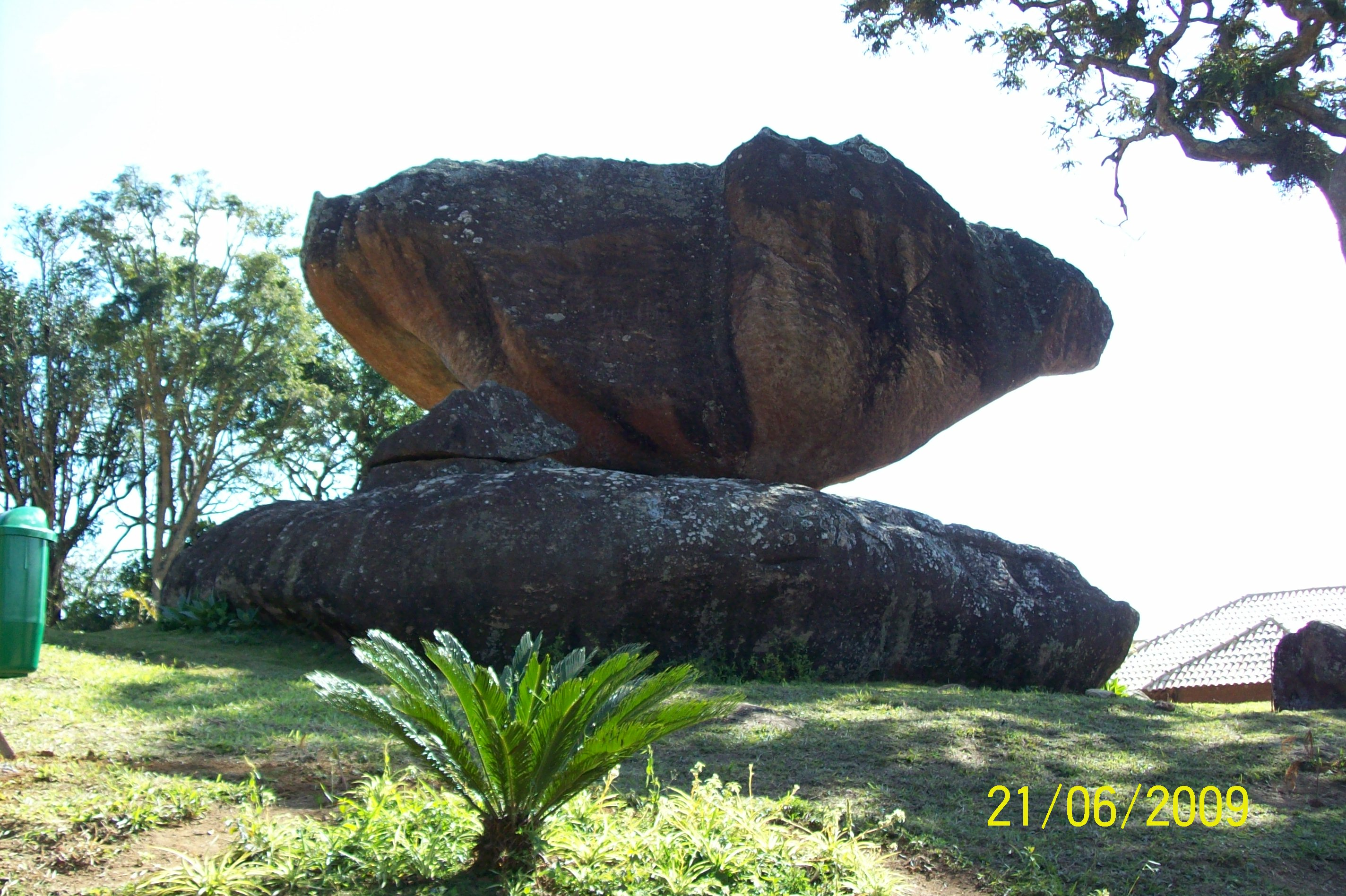
Para apreciar sem destruir (Parque Pedra do Navio)

O município conta com muitas belezas naturais que podem ser apreciadas pelos turistas, tais como cachoeiras, trilhas para treking, offroad, montain bike, montanhismo e rapel, rampas para paraglider e asa delta, despertando o turismo para esportes radicais. O parque da Pedra do Navio, com várias formações rochosas para serem apreciadas e contempladas, contando também com mirante natural na serra do Pico Agudo. Também o município conta com várias festividades culturais durante o ano, tais como: comemoração da emanciapação do município (popularmente como festa da cidade), passeata de carros de boi, rodeo, festa de São João, festa de São Sebastião e também festa do Rosário, com congadas da região.

## Clima
A região tem clima temperado (média anual de 23º), mas podendo chegar a 0º nos meses frios, em alguns lugares do município.

## Transportes
Tangenciado a sede do município, de norte a sul a rodovia MG-179 atualmente denominada "Deputado Sebastião Navarro Vieira
, interligando o município as rodovias estaduais e federais.

## Datas comemorativas

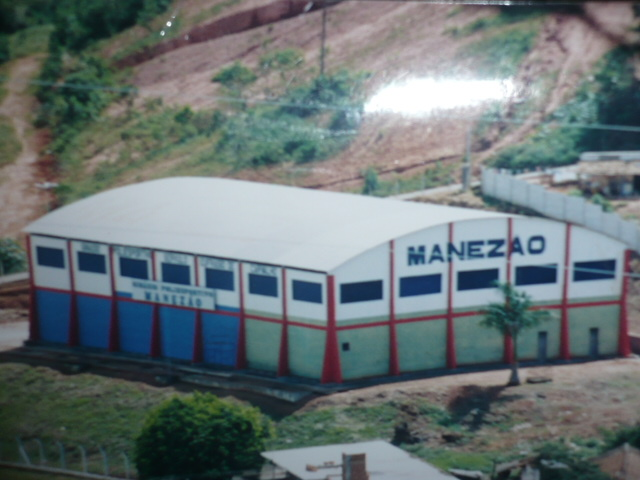
Ginásio Poliesportivo "Manezão"

### Janeiro
- 20 - Festa de São Sebastião

### Fevereiro
- 17 - Aniversário de São João da Mata (emancipação política)

### Junho

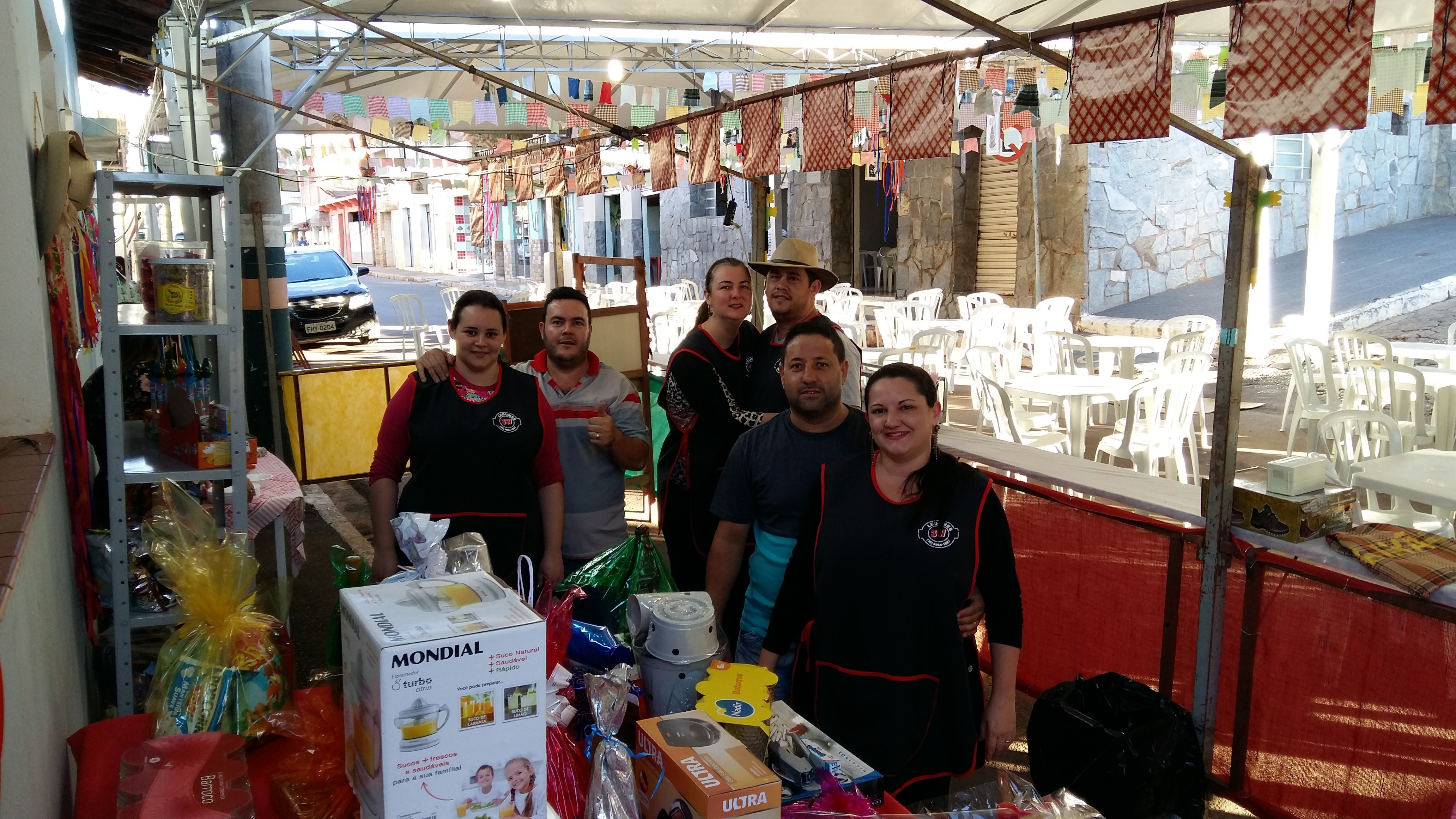

- 24 - Festa do padroeiro (São João Batista)

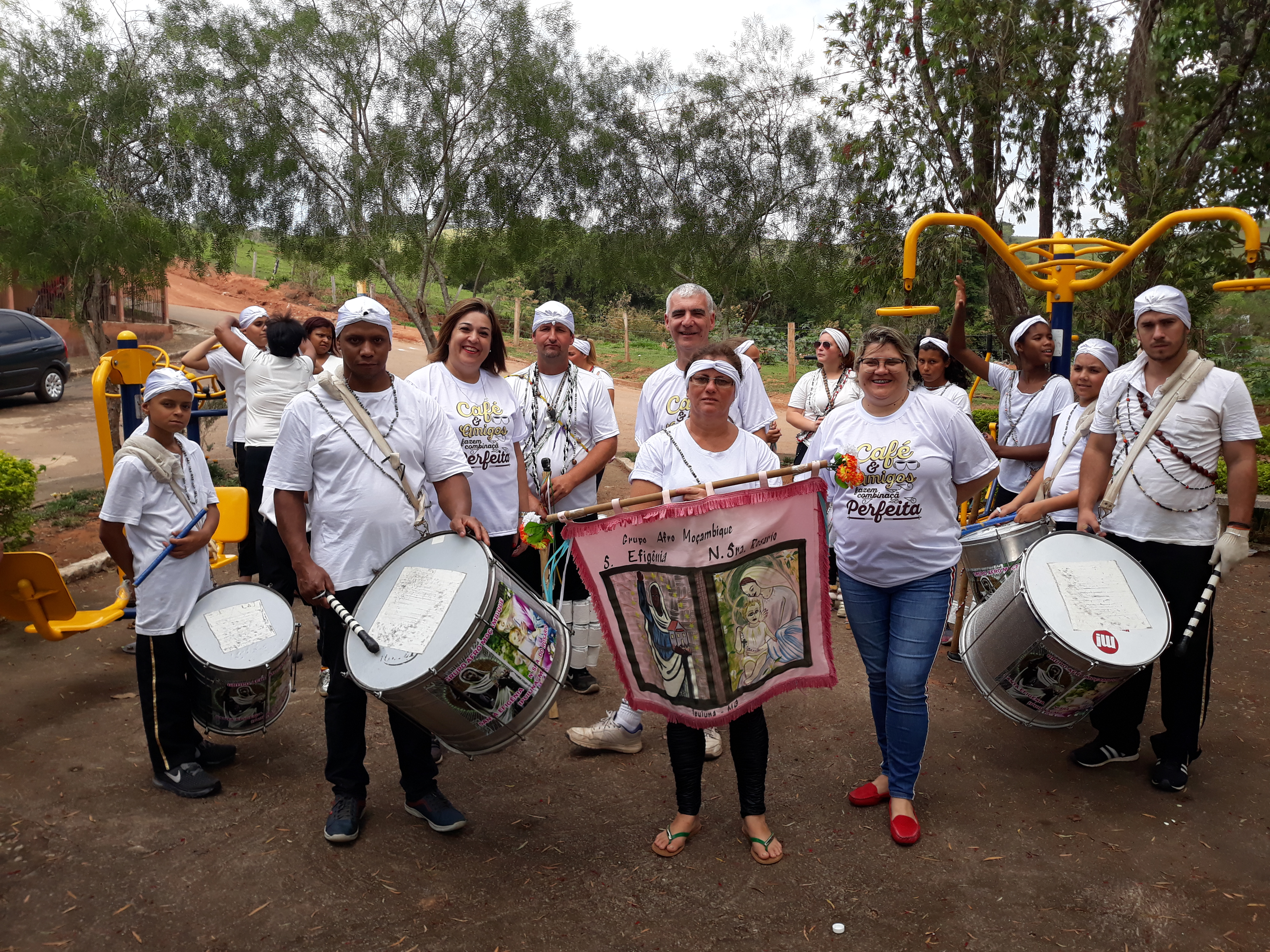

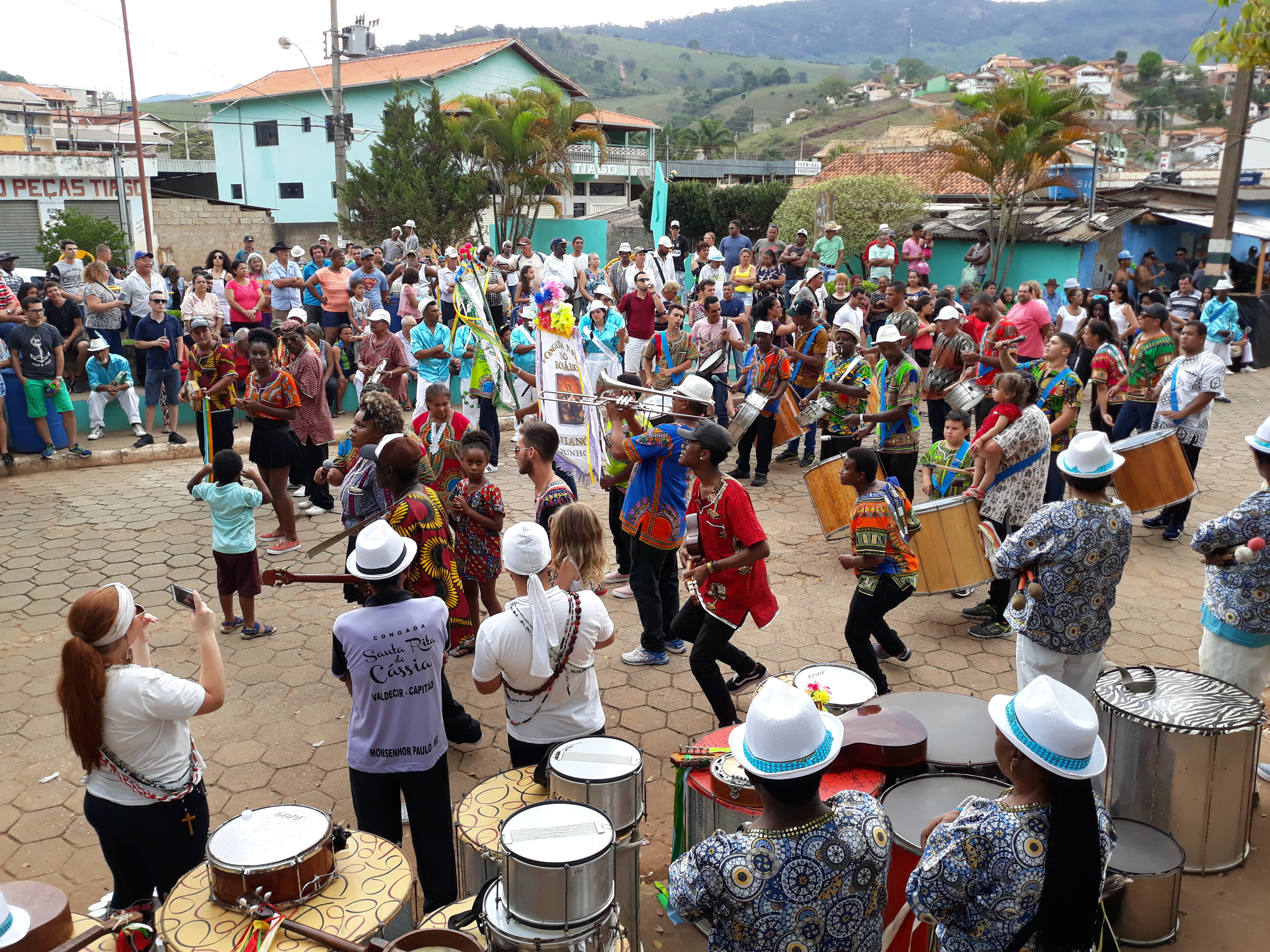

### Setembro/Outubro

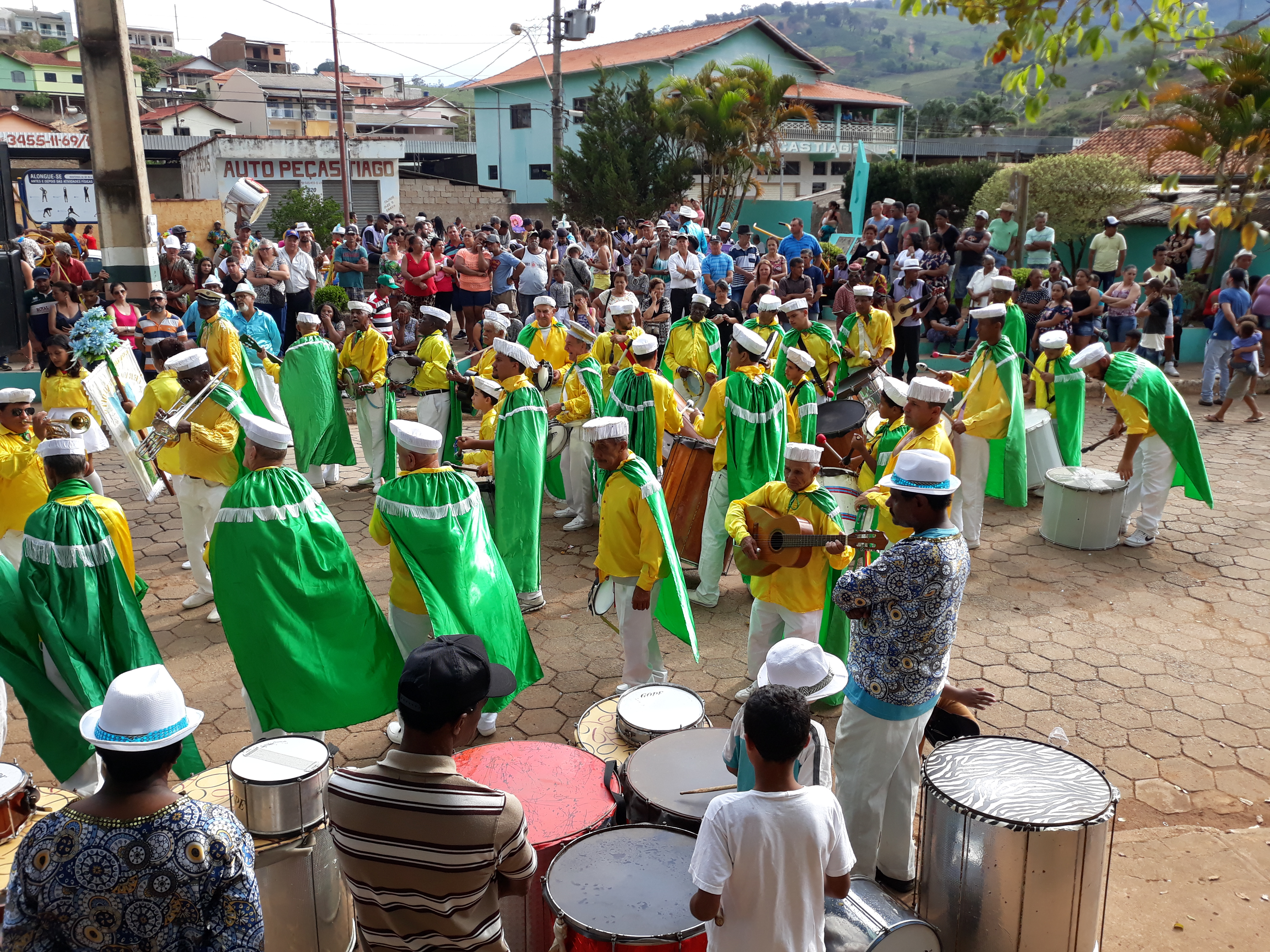

- Festa de Nossa Senhora do Rosário